# Yefim Isaakovich Zelmanov
Efim Isaakovich Zelmanov (tiếng Nga: Ефим Исаакович Зельманов; sinh ngày 7 tháng 9 năm 1955) là một nhà toán học. Ông được biết đến với những nghiên cứu về các vấn đề tổ hợp trong đại số không kết hợp và lý thuyết nhóm, bao gồm lời giải của ông trong bài toán Burnside. Ông được trao Huy chương Fields tại Hội nghị Toán học Quốc tế tổ chức tại Zürich năm 1994.
Zelmanov sinh ra trong một gia đình người Do Thái ở Khabarovsk, Liên Xô (bây giờ thuộc Nga). Ông lấy bằng tiến sĩ tại đại học liên bang Novosibirsk năm 1980, và bằng cao hơn tại đại học liên bang Leningrad năm 1985. Ông làm việc ở Novosibirsk cho đến năm 1987, trước khi ông rời Liên Xô.
Năm 1990 ông chuyển đến Hoa Kỳ, trở thành giáo sư tại đại học Wisconsin–Madison. Sau đấy ông làm việc tại đại học Chicago năm 1994/5, tiếp đó là đại học Yale. Năm 2002, ông trở thành giáo sư tại đại học California, San Diego.
Những nghiên cứu ban đầu của Zelmanov tập trung vào đại số Jordan trong số chiều vô hạn. Ông đã chỉ ra rằng đồng nhất thức Glennie trong tình huống xác định sẽ sinh ra mọi đồng nhất thức tự thỏa mãn khác. Sau đó ông chỉ ra là đồng nhất thức Engel cho đại số Lie hàm ý đến đại số Lie lũy linh, trong trường hợp vô hạn chiều.